# Rhyacophila colonus
Rhyacophila colonus is een schietmot uit de familie Rhyacophilidae. De soort komt voor in het Nearctisch gebied.
De wetenschappelijke naam van de soort werd voor het eerst gepubliceerd in 1970 door de Canadese entomoloog Fernand Schmid.